# بول واتكينز
بول واتكينز (بالإنجليزية: Paul Watkins)‏ (23 فبراير 1964)؛ كاتب وروائي أمريكي-بريطاني.